# لوري ديل سانتو
لوريدانا «لوري» ديل سانتو (من مواليد 28 سبتمبر 1958) هي ممثلة إيطالية وعارضة أزياء وشخصية تلفزيونية مشهورة.

## حياتها السابقة
ولدت لوري ديل سانتو في بوفيليانو فيرونيز بالقرب من فيرونا لعائلة فقيرة. وهي الابنة الكبرى لأنتونيو دال سانتو البالغة من العمر عشرين عامًا وكلوريندا. بسبب درجات الحرارة المنخفضة وعوامل أخرى ولدت ديل سانتو بحالة مستقرة. عندما كانت في الثالثة من عمرها توفي والدها في حادث سيارة. نشأت مع والدتها وشقيقتها التي تصغرها بثلاث سنوات. كانوا يعيشون في الريف ثم انتقلوا إلى فيرونا.

## السيرة الشخصية
بدأت ديل سانتو مشوارها التلفزيوني في سن السادسة عشرة من خلال مشاركتها في فاليتا وهي مسابقة غناء في عام 1975  في نسختها الأولى والتي جرت في ساحة فيرونا والتي أصبحت بعد ذلك المقر الدائم للحفل النهائي للمهرجان الموسيقي ومكان للحفلات الموسيقية الحية المهمة. بعد تخرجها من المدرسة الثانوية غادرت فيرونا إلى روما وميلانو وحدها دون موافقة والدتها محاولة العمل في مجال السينما والأزياء. عملت كعارضة أزياء ومصورة أزياء ودرست التمثيل، وفي أواخر السبعينيات حصلت على أدوارها السينمائية الأولى وخاصة في أفلام الكوميديا المثيرة. شاركت في 20 فيلمًا في 6 سنوات من إخراج دينو ريسي، أدريانو سيلينتانو وماسيمو ترويزي.
في عام 1980 دخلت مسابقة ملكة جمال الكون. وفي بادية الثمانينات أصبحت ديل سانتو مشهورة بفضل مشاركتها في برامج تلفزيونية ناجحة مثل رينزو أربوري تاغلي ورتالي فرتالي عام 1981 وأنطونيو ريتشي درايف مابين (1983-1988).  في النصف الثاني من الثمانينات حصرت حياتها المهنية في بيئة الترفيه لتفرغ نفسها لحياتها الخاصة. ومع ذلك في عامي 1989 و 1990 كانت تقوم بجولة كبطلة في عرض مسرحي بجانب فالتر كياري. في خريف عام 1991 تم تعيينها في جولة مسرحية أخرى لكنها توقفت لأسباب شخصية.
كانت ديل سانتو عرضة للشائعات في المملكة المتحدة بالتحديد وذلك لعلاقتها مع إريك كلابتون (الذي كرس أغنية «سيدة فيرونا» لها)  ولموت ابنهما كونور لورين. بينما كانت لا تزال متزوجًة من باتي بويد، ولد كلابتون كونور في 21 أغسطس 1986وتوفي في 20 مارس 1991عن عمر يناهز أربعة سنوات ونصف وذلك جراء سقوطه من نافذة مفتوحة في الطابق 53 من مبنى سكني في مانهاتن غاليريا. كانت وفاة ابنهم مصدر إلهام لأغاني كلابتون «دموع في الجنة»، «السيرك» و «عيون أبي».
بعد غياب طويل عادت إلى التلفزيون في عام 2005 من خلال المشاركة في الموسم الثالث من L'isola dei famosi (برنامج حياة واقعية إيطالي) وخلال هذه المشاركة حصلت على جماهرية شعبية كبيرة أثارت اهتمام منتقدي هذا النوع من البرامج التلفزيونية، في الحلقة الأخيرة حصلت على نسبة 75 ٪ من الأصوات وكان هذا عنوان عودتها إلى التلفزيون. شاركت في السنوات التالية في برامج أخرى للواقع الإيطالي بالإضافة للعديد من البرامج التلفزيونية والإذاعية. في عام 2006 طلبت منها إحدى دور النشر أن تكتب سيرتها الذاتية وبما أنها لا تقدّر السير الذاتية فقد كتبت كتابًا اسمته «سيرة ذاتية لأفكاري» بعنوان Piacere è una sfida.
قال المغني الإيطالي زوكيرو في سيرته الذاتية أن لوري ديل سانتو كانت صاحبة الفكرة بتقديمه إلى كلابتون عن طريق دعوته لتناول العشاء معها ومع زوجها. من خلال هذا الاجتماع ولد التعاون الفني وصداقة طويلة بين الموسيقيين.

## الحياة الشخصية
في كتابها تقرّ ديل سانتو بقيامها بعلاقة غرامية مع جورج هاريسون من فرقة البيتلز في ديسمبر عام 1991 في هيروشيما، بعد وقت قصير من وفاة ابنها كونور. يذكر أن لديها أبناء آخرون هم: ديفين ولورين واللتان تقوم بتربيتهما بمفردها كأم عزباء.   حيث أنها تعارض الزواج ولم تتزوج قط.

## روابط خارجية
- لوري ديل سانتو على موقع IMDb (الإنجليزية)
- لوري ديل سانتو على موقع قاعدة بيانات الفيلم (الإنجليزية)
- لوري ديل سانتو على موقع كينوبويسك (الروسية)

- لوري ديل سانتو في قاعدة بيانات الأفلام على الإنترنت